# Climocella hukutaia
Climocella hukutaia är en snäckart som beskrevs av James Frederick Goulstone och Mayhill 1998. Climocella hukutaia ingår i släktet Climocella och familjen Charopidae. Inga underarter finns listade i Catalogue of Life.